# پرویز کاظمی (وزیر)
پرویز کاظمی (زاده ۱۳۳۷ تهران) وزیر رفاه و تأمین اجتماعی در دولت نهم (در فاصله سال‌های ۱۳۸۴–۸۵) بود که به دلیل اختلافات با محمود احمدی‌نژاد از وزارت اخراج شد و به عرصه اقتصاد و صنعت وارد شد. کاظمی از متهمان پرونده فساد مالی در بانک سرمایه است که محاکمه او در جریان می‌باشد. او کارشناس ارشد مدیریت صنعتی از دانشگاه تهران و دارای مدرک دوره عالی برنامه‌ریزی و مدیریت استراتژیک از سازمان مدیریت صنعتی است.

## وزارت رفاه و تأمین اجتماعی
در مجلس هفتم در سال ۱۳۸۴ محمود احمدی‌نژاد در جلسه رأی اعتماد وی گفته بود «خدا کاظمی را به من معرفی کرده‌است»، اما نخستین وزیری بود که در مهر ماه ۱۳۸۵، از کابینه وی استعفا کرد و علت آن را ناتوانی از پاسخگویی به مردم و نمایندگان آنان در مجلس شورای اسلامی به دلیل عدم اختیار در انجام مسولیتهای قانونی اعلام نمود و مسئولیت وزارتخانه را عبدالرضا مصری به عهده گرفت.

## اختلال در نظام پولی، بانکی و محاکمه متهمان پرونده بانک سرمایه
نماینده دادستان در اولین جلسه رسیدگی به اتهامات پرویز کاظمی گفت: پرویز کاظمی و توسلی عضو سابق هیئت مدیره بانک سرمایه به جرم مشارکت در ۴۱ فقره و ۴۰ فقره خیانت در امانت متهم هستند. همچنین، پرویز کاظمی متهم ردیف دوم در ازای پرداخت تسهیلات ۶۰۰ میلیاردی تومانی به حسین هدایتی، عضو هیئت مدیره استیل آذین ایرانیان شده‌است.

## سوابق و سمت‌های پرویز کاظمی
- مدیر عامل یا عضو هیت مدیره شرکتهای تحت پوشش وزارت صنایع
- مدیر عامل شرکتهای گروه سایپا
- مدیر عامل شرکت سرمایه‌گذاری گروه صنعتی ایران خودرو
- مدیر عامل شرکت سرمایه‌گذاری توسعه معادن و فلزات ایران
- رئیس هیئت مدیره بانک سرمایه
- عضو هیئت امنا صندوق ذخیره فرهنگیان
- رئیس مجمع باشگاه فرهنگی ورزشی استقلال
- رئیس یا عضو هیت مدیره شرکتهای (فولاد خراسان، ملی صنایع مس ایران، صنعتی معدنی چادرملو، صنایع آذرآب، واگن پارس، شهاب خودرو، تجارت الکترونیک، باشگاه فرهنگی ورزشی سایپا، گروه سرمایه‌گذاری مسکن، پلاسکو کار، سولیران، گروه نورد و پروفیل پارس، خدمات مسافرتی)
- عضو کمیسیون اقتصادی دولت
- عضو کمیسون اجتماعی دولت
- عضو کمیسون کار و اشتغال دولت
- رئیس شورای عالی سازمان تأمین اجتماعی
- رئیس مجمع بیمه روستاییان و عشایر
- رئیس شورای سازمان بهزیستی
- رئیس شورای سازمان بازنشستگی کشوری
- رئیس شورای سازمان بیمه خدمات درمانی
- مشاور اقتصادی و رفاهی وزیر آموزش و پرورش
- مدیر نمونه صادراتی کشور
- عضو بعثه رهبری، ناظر و مدیر کاروانهای حج
- کارفرمای نمونه

همچنین ایشان در رشته‌های مهندسی صنایع و مدیریت مالی و حسابداری مسلط می‌باشد و به زبانهای عربی و انگلیسی آشنایی کامل دارد.

## انتخابات ریاست جمهوری ۱۳۹۲
وی به عنوان نامزد یازدهمین دوره انتخابات ریاست‌جمهوری ایران (۱۳۹۲) نام‌نویسی کرده‌است و در ادامه از جانب شورای نگهبان احراز صلاحیت نگردید.